# 宇宙へ。
『宇宙へ。』（そらへ。、原題：Rocket Men）は、2009年のドキュメンタリー映画。

## 概要
『ディープ・ブルー』、『アース』のBBCワールドワイドの製作であり、NASAの50年にわたる歴史を描いた作品である。

## スタッフ・ナレーション
- 監督・製作総指揮：リチャード・デイル
- 音楽：リチャード・ブレア＝オリファント
- ナレーション：マイケル・J・レイノルズ
- 日本語版ナレーション：宮迫博之